# Cauzalitate agentă

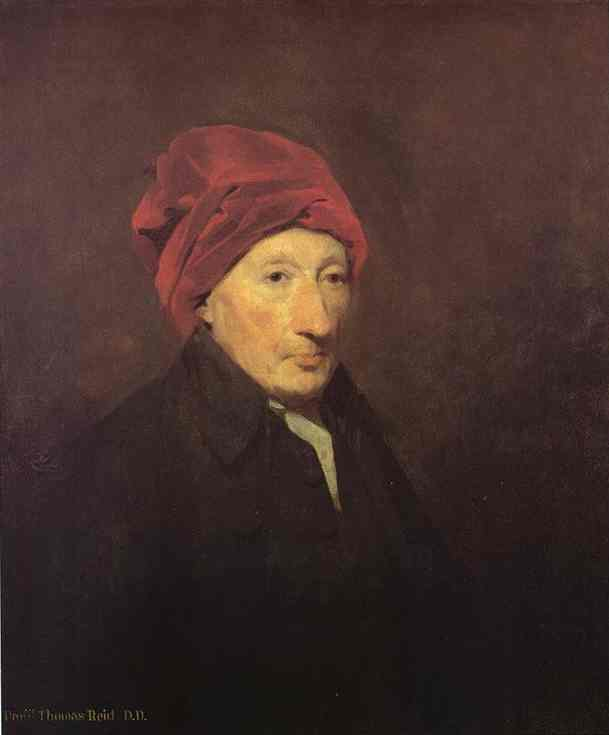
Thomas Reid, dezvoltator al teoriei libertății agent-cauzal.

Cauzalitatea agentă sau cauzalitatea agentului este un concept filozofic care susține că o entitate care nu este un eveniment — și anume un agent — poate cauza evenimente (în special acțiunile proprii ale agentului). Cauzalitatea agentului contrastează cu cauzalitatea evenimentului, care apare atunci când un eveniment cauzează alt eveniment. Validitatea logică a cauzalității agentului ca concept este în sine un subiect de dezbatere filozofică.
Apărătorii acestei teorii includ Thomas Reid⁠(d) și Roderick Chisholm⁠(d). Reid credea că agenții sunt singurele ființe care au voință și considera că a avea voință este o condiție necesară pentru a fi considerat cauza unui eveniment.

## Susținători
Thomas Reid⁠(d) este considerat fondatorul teoriei cauzalității agentului. În Essays on the Active Powers of Man „Eseuri despre puterile active ale omului” (1788), Reid descrie un agent ca fiind cel care are „putere asupra determinărilor propriei sale voințe”. El susținea că agenții sunt singurele ființe care au voință și considera că a avea voință este o condiție necesară pentru a fi considerat cauza unui eveniment.
Cauzalitatea agentului a fost adoptată atât de compatibiliști⁠(d), cât și de incompatibiliști⁠(d). Apărând o interpretare compatibilistă, Ned Markosian⁠(d) a propus o situație în care acțiunile unei persoane, cauzate doar de propria sa agenție, și-au format caracterul moral de-a lungul vieții, obligându-i să facă întotdeauna ceea ce este corect. Viziunea incompatibilistă a lui Roderick Chisholm⁠(d) susține că o acțiune liberă este o acțiune care își are originea în agentul însuși, nu ca rezultat al unui eveniment anterior. Deși încă subiect de dezbatere, cauzalitatea agentului este în general considerată a se alinia cu teoria incompatibilistă.
Libertarienii au oferit cauzalitatea agentului ca apărare a credinței lor incompatibiliste că doar acțiunile nedeterminate, necauzate sunt libere. O obiecție la această credință susține că o acțiune nedeterminată este una care apare aleatoriu, iar libertatea nu decurge dintr-o acțiune aleatorie, „prin întâmplare”. Cauzalitatea agentului contrapune ideea că o acțiune nu trebuie clasificată ca fiind determinată sau aleatorie, ci mai degrabă poate apărea sub controlul unui agent.